# Andrzej Jerzy Lech
Andrzej Jerzy Lech (ur. 22 stycznia 1955 we Wrocławiu) – polski artysta fotograf na stałe mieszkający w Jersey City (New Jersey USA). Członek Związku Polskich Artystów Fotografików.

## Życiorys
Andrzej Jerzy Lech od 1989 roku mieszka i pracuje w Jersey City, gdzie prowadzi własną pracownię i galerię fotografii On The Road Gallery. Studiował w Wojskowej Akademii Technicznej w Warszawie, na Politechnice Śląskiej w Gliwicach, był informatykiem w Cementowni Górażdże w Choruli koło Opola, pracował jako starszy fotograf w Muzeum Śląska Opolskiego. Jest absolwentem Technikum Elektronicznego im. Jana Henryka Dąbrowskiego we Wrocławiu oraz Wydziału Fotografii Artystycznej czeskiego Konserwatorium Sztuki w Ostrawie (studia w latach 1981–1984). W latach 80. był członkiem grupy fotograficznej działającej przy Galerii Foto-Medium-Art we Wrocławiu. W 1986 roku otrzymał stypendium Ministerstwa Kultury i Sztuki. 
Andrzej Jerzy Lech jest autorem i współautorem wielu wystaw fotograficznych; indywidualnych, zbiorowych, poplenerowych oraz pokonkursowych. Jest laureatem wielu prestiżowych nagród, wyróżnień, dyplomów, listów gratulacyjnych (m.in. IV nagroda i Medal Lorenzo de Medicina na Międzynarodowym Biennale Sztuki Współczesnej we Florencji). W latach 2001–2017 był członkiem rzeczywistym Związku Polskich Artystów Fotografików. W 2005 roku został laureatem prestiżowej nagrody J.Owen Grundy History Award – za twórczość fotograficzną oraz sporządzenie dokumentacji fotograficznej historycznych miejsc Jersey City. W 2022 został laureatem konkursu na mural w Newark Liberty International Airport (New Jersey). 
Fotografie Andrzeja Jerzego Lecha mają w swoich zbiorach (m.in.) Jersey City Museum, The Pfitzer Collection of Art on Paper w Nowym Jorku, Centrum Sztuki Współczesnej Zamek Ujazdowski w Warszawie, Galeria BWA w Jeleniej Górze, Galeria Sztuki w Legnicy, Galeria Wymiany w Łodzi, Muzeum Narodowe w Gdańsku, Muzeum Narodowe we Wrocławiu, Muzeum Sztuki w Łodzi.

## Publikacje (albumy)
- Kolekcja wrzesińska 2010 (album wyróżniony w konkursie Najpiękniejsze Książki Roku 2011)[8][12][16]